# E poi…
«E poi…» (с итал. — «И тогда…») — песня, записанная итальянской певицей Миной. Её написали Шел Шапиро и Андреа Ло Веккьо, а аранжировку сделал Пино Прести.
Она была выпущена PDU в октябре 1973 года в качестве ведущего сингла с её студийного альбома Frutta e verdura (1973). Песня имела большой успех в Италии. На третьей неделе своего пребывания в чарте песня вошла в пятерку лучших. В начале января песня стала номером один и оставалась там девять недель подряд.
Песня «Non tornare più» использовалась в качестве би-сайда. Её написали Франко Калифано и Дарио Бальдан Бембо. Французская версия песни под названием «Les oises revent» также стала би-сайдом для сингла «Et puis ca sert à quoi».

## Версии на других языках
«E poi…» была записана на других языках: английском («Runaway», адаптированный текст Шела Шапиро), испанском («¿Y que?», текст Карузо Генфингала), французском («Et puis ça sert à quoi», текст Пьера Деланоэ) и немецком («Und dann», текст Берта Олдена). Английская версия была выпущена как сингл в Соединённых Штатах и Канаде, французская — во Франции, немецкая — в Западной Германии. Испанская версия не была выпущена как сингл (в Испании была выпущена итальянская версия), но была включена в испаноязычный сборник Mina canta en español (1975). Есть также две другие итальянские версии той же песни: в концертном альбоме Mina Live ’78 и в альбоме 1992 года Sorelle Lumière, в котором песня была сведена с хитом Риккардо Коччанте «Un nuovo amico».

## Список композиций
7"-сингл (Италия, Испания, Франция, Португалия)
A. «E poi…» — 4:48
B. «Non tornare più» (Дарио Бальдан Бембо, Франко Калифано) — 4:43
7"-сингл (Северная Америка, Нидерланды)
A. «Runaway (E Poi…)» — 4:48
B. «I Still Love You (Fate piano)» (Шел Шапиро, Андреа Ло Веккьо) — 4:10
7"-сингл (Франция, Италия)
A. «Et puis ca sert à quoi (E Poi…)» — 4:22
B. «Les oises revent (Non tornare più)» (Дарио Бальдан Бембо, Франко Калифано, Пьер Деланоэ) — 4:40
7"-сингл (ФРГ)
A. «Und Dann… (E Poi…)» — 4:47
B. «Die Liebe am Sonntag (Domenica sera)» (Коррадо Кастеллари, Стефано Скандоларо, Берт Олден) — 2:56

## Участники записи
- Мина — вокал
- Пино Прести — бас-гитара, фортепиано, аранжировка
- Шел Шапиро — акустическая гитара
- Андреа Сакки — электрическая гитара, акустическая гитара квит
- Фабио Тревес — губная гармоника
- Туллио Де Пископо — ударные, перкуссия
- Рене Мантенья — конгас, перкуссия
- Нуччо Ринальдис — звукорежиссёр

## Чарты
| Чарты (1974)             | Высшая позиция |
| ------------------------ | -------------- |
| Италия (Musica e dischi) | 1              |